# Leichtathletik-Weltmeisterschaften 2022/Teilnehmer (Schweden)
| Goldmedaillen | Silbermedaillen | Bronzemedaillen |
| ------------- | --------------- | --------------- |
| 1             | —               | 2               |

Der schwedische Leichtathletikverband nominierte 22 Athletinnen und Athleten für die Leichtathletik-Weltmeisterschaften 2022 in Eugene.

## Medaillengewinner
| Medaille | Athletin          | Disziplin      |
| -------- | ----------------- | -------------- |
| Gold     | Armand Duplantis  | Stabhochsprung |
| Bronze   | Perseus Karlström | 20 km Gehen    |
| Bronze   | Perseus Karlström | 35 km Gehen    |

## Ergebnisse

### Männer

#### Laufdisziplinen
| Athlet            | Disziplin        | Vorlauf     | Vorlauf | Halbfinale | Halbfinale | Finale       | Finale |
| Athlet            | Disziplin        | Zeit        | Platz   | Zeit       | Platz      | Zeit         | Platz  |
| ----------------- | ---------------- | ----------- | ------- | ---------- | ---------- | ------------ | ------ |
| Andreas Kramer    | 800 m            | 1:45,77 min | 06      | DNQ        | DNQ        | –            | –      |
| David Nilsson     | Marathon         |             |         |            |            | DNF          | DNF    |
| Carl Bengtström   | 400 m Hürden     | 49,64 s     | 03      | 48,75 s    | 04         | DNQ          | DNQ    |
| Vidar Johansson   | 3000 m Hindernis | 8:23,51 min | 10      |            |            | DNQ          | DNQ    |
| Perseus Karlström | 20 km Gehen      |             |         |            |            | 1:19:18 h SB | Bronze |
| Perseus Karlström | 35 km Gehen      |             |         |            |            | 2:23:44 h PB | Bronze |

#### Sprung/Wurf
| Athlet           | Disziplin      | Qualifikation | Qualifikation | Finale     | Finale |
| Athlet           | Disziplin      | Weite/Höhe    | Platz         | Weite/Höhe | Platz  |
| ---------------- | -------------- | ------------- | ------------- | ---------- | ------ |
| Armand Duplantis | Stabhochsprung | 5,75 m        | 01            | 6,21 m WR  | Gold   |
| Thobias Montler  | Weitsprung     | 8,09 m        | 04            | 7,81 m     | 11     |
| Simon Pettersson | Diskuswurf     | 68,11 m SB    | 03            | 67,00 m    | 05     |
| Daniel Ståhl     | Diskuswurf     | 65,95 m       | 07            | 67,10 m    | 04     |
| Ragnar Carlsson  | Hammerwurf     | 73,45 m       | 20            | DNQ        | DNQ    |

#### Zehnkampf
| Athlet         | Disziplin | 100 m   | Weitsprung | Kugelstoßen | Hochsprung | 400 m | 110 m Hürden | Diskuswurf | Stabhochsprung | Speerwurf | 1500 m | Punkte | Platz |
| -------------- | --------- | ------- | ---------- | ----------- | ---------- | ----- | ------------ | ---------- | -------------- | --------- | ------ | ------ | ----- |
| Marcus Nilsson | Ergebnis  | 11,46 s | 5,90 m     | DNS         | DNS        | DNS   | DNS          | DNS        | DNS            | DNS       | DNS    | DNF    | -     |
| Marcus Nilsson | Punkte    | 761     | 565        | DNS         | DNS        | DNS   | DNS          | DNS        | DNS            | DNS       | DNS    | DNF    | -     |

### Frauen

#### Laufdisziplinen
| Athletin          | Disziplin | Vorlauf        | Vorlauf | Halbfinale | Halbfinale | Finale       | Finale |
| Athletin          | Disziplin | Zeit           | Platz   | Zeit       | Platz      | Zeit         | Platz  |
| ----------------- | --------- | -------------- | ------- | ---------- | ---------- | ------------ | ------ |
| Hanna Hermansson  | 1500 m    | 4:06,30 min PB | 09      | DNQ        | DNQ        | –            | –      |
| Yolanda Ngarambe  | 1500 m    | 4:09,15 min    | 08      | DNQ        | DNQ        | –            | –      |
| Sarah Lahti       | 5000 m    | 15:26,05 min   | 10      |            |            | DNQ          | DNQ    |
| Hanna Lindholm    | Marathon  |                |         |            |            | 2:32:08 h SB | 24     |
| Carolina Wikström | Marathon  |                |         |            |            | 2:32:24 h    | 25     |

#### Sprung/Wurf
| Athletin          | Disziplin      | Qualifikation | Qualifikation | Finale     | Finale |
| Athletin          | Disziplin      | Weite/Höhe    | Platz         | Weite/Höhe | Platz  |
| ----------------- | -------------- | ------------- | ------------- | ---------- | ------ |
| Maja Nilsson      | Hochsprung     | 1,90 m        | 15            | DNQ        | DNQ    |
| Lisa Gunnarsson   | Stabhochsprung | 4,35 m        | 16            | DNQ        | DNQ    |
| Khaddi Sagnia     | Weitsprung     | 6,78 m        | 05            | 6,87 m     | 06     |
| Axelina Johansson | Kugelstoßen    | 18,57 m PB    | 12            | 17,60 m    | 12     |
| Fanny Roos        | Kugelstoßen    | 18,72 m       | 11            | 18,27 m    | 11     |
| Grete Ahlberg     | Hammerwurf     | 70,87 m PB    | 12            | 70,11 m    | 09     |